# Il Canto degli Italiani

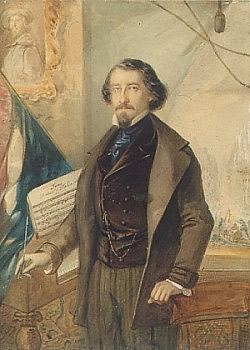
Michele Novaro, componist van de muziek

Il Canto degli Italiani (Het lied van de Italianen) is het Italiaanse nationale volkslied. Onder de Italianen staat het bekend als Inno di Mameli (Mameli's Hymne). Soms wordt er ook aan gerefereerd onder de naam Fratelli d'Italia (Broeders van Italië).
De tekst werd geschreven in de herfst van 1847 in Genua, door de 20-jarige student en patriot Goffredo Mameli (1827-1849), in een klimaat waarin het volk in opstand was voor de eenwording en de onafhankelijkheid van Italië. Deze opstanden gingen vooraf aan de Italiaanse Onafhankelijkheidsoorlog tegen Oostenrijk.
Twee maanden later werd de tekst op muziek gezet in Turijn door Michele Novaro. De hymne won aan populariteit gedurende de periode van het Risorgimento en de daaropvolgende decennia.
Na de eenmaking van Italië (1861) was het nationale volkslied de Marcia Reale (of Fanfara Reale), de officiële hymne van het Huis Savoye, gecomponeerd in 1831 in opdracht van Karel Albert van Sardinië. De Marcia Reale bleef het Italiaanse volkslied tot de geboorte van de Italiaanse Republiek.
Het was niet toevallig dat Giuseppe Verdi, in zijn Inno delle Nazioni (Hymne der Volkeren), gecomponeerd ter gelegenheid van de Wereldtentoonstelling van 1862 in Londen, koos voor Il Canto degli Italiani om Italië te vertegenwoordigen en niet voor de Marcia Reale.
Van 1922 tot 1943, de fascistische periode, werd elke publieke voordracht van de "Marcia Reale" gevolgd door de hymne van de Partito Nazionale Fascista, getiteld Giovinezza.
Op 12 oktober 1946 werd Italië een republiek en werd Il Canto degli Italiani gekozen als het nieuwe volkslied van het land. Deze keuze werd wettelijk vastgelegd op 23 november 2012.

## Tekst
Italiaanse tekst
Fratelli d'Italia,

l'Italia s'è desta,

dell'elmo di Scipio

s'è cinta la testa.

Dov'è la Vittoria?

Le porga la chioma,

ché schiava di Roma

Iddio la creò.

Stringiamci a coorte,

siam pronti alla morte,

l'Italia chiamò!

Noi siamo da secoli

calpesti, derisi,

perché non siam popolo,

perché siam divisi.

Raccolgaci un'unica

bandiera, una speme:

di fonderci insieme

già l'ora suonò.

Stringiamci a coorte,

siam pronti alla morte,

l'Italia chiamò!

Uniamoci, amiamoci,

l'unione e l'amore

rivelano ai popoli

le vie del Signore;

giuriamo far libero

il suolo natio:

uniti, per Dio,

chi vincer ci può?

Stringiamci a coorte,

siam pronti alla morte,

l'Italia chiamò!

Dall'Alpe a Sicilia

dovunque è Legnano,

ogn'uom di Ferruccio

ha il core, ha la mano,

i bimbi d'Italia

si chiaman Balilla,

il suon d'ogni squilla

i Vespri sonò.

Stringiamci a coorte,

siam pronti alla morte,

l'Italia chiamò!

Son giunchi che piegano

le spade vendute:

già l'aquila d'Austria

le penne ha perdute.

Il sangue d'Italia,

il sangue polacco,

bevé, col cosacco,

ma il cor le bruciò.

Stringiamci a coorte,

siam pronti alla morte,

l'Italia chiamò!
Nederlandse vertaling
Broeders van Italië,

Italië is ontwaakt.

Met de helm van Scipio

heeft zijn hoofd zich getooid.

Waar is Victoria?

Laat haar voor Italië buigen,

want als slavin van Rome

is zij door God geschapen.

Sluit de rijen tot een cohort,

wij zijn tot de dood bereid,

Italië riep!

Gedurende eeuwen werden wij

vertrapt en bespot, 

omdat wij geen volk zijn, 

omdat wij verdeeld zijn.

Laat ons samenkomen

onder één vaandel en één hoop.

Het uur van onze eenheid 

heeft reeds geslagen.

Sluit de rijen tot een cohort,

wij zijn tot de dood bereid,

Italië riep!

Laat ons samen komen en elkaar liefhebben.

Eenheid en liefde openbaren

zich aan het volk,

het pad des Heeren.

Wij zweren te bevrijden,

de grond van onze natie.

Verenigd door God

Wie kan ons overwinnen?

Sluit de rijen tot een cohort,

wij zijn tot de dood bereid,

Italië riep!

Van de Alpen tot Sicilië

Legnano is overal.

Alle mannen van Ferruccio

hebben een hart en een hand.

De kinderen van Italië

noemen zich Ballila.

In ieder klokgeluid 

weerklinken de vespers.

Sluit de rijen tot een cohort,

wij zijn tot de dood bereid,

Italië riep!

Zij zijn als riet dat buigt,

het zwaard van de huurlingen.

De Oostenrijkse adelaar 

heeft reeds zijn veren verloren.

Het bloed van Italië

en dat van de Polen

heeft hij gedronken met de Kozakken

maar zijn hart brak.

Sluit de rijen tot een cohort,

wij zijn tot de dood bereid,

Italië riep!